# Verwaltungsgemeinschaft Oberes Geiseltal

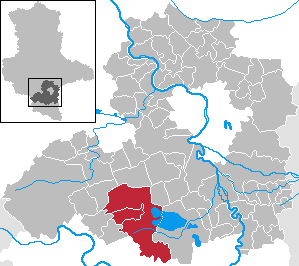
Lage der Verwaltungsgemeinschaft Oberes Geiseltal im Saalekreis

In der Verwaltungsgemeinschaft Oberes Geiseltal des Saalekreises waren zwei Kommunen zur Erledigung der Verwaltungsgeschäfte zusammengeschlossen. Die Verwaltungsgemeinschaft wurde 1992 gegründet.
Die ursprünglich zur Verwaltungsgemeinschaft gehörenden Gemeinden Branderoda, Gröst, Langeneichstädt und Wünsch wurden am 1. Januar 2006 in die Stadt Mücheln eingemeindet. Die Gemeinde Krumpa wurde mit Wirkung vom 1. Januar 2007 in die Stadt Braunsbedra eingegliedert.
Mit der Eingliederung der Gemeinde Oechlitz in die Stadt Mücheln (Geiseltal) am 1. Januar 2010 wurde die Verwaltungsgemeinschaft aufgelöst.
Die Verwaltungsgemeinschaft hatte eine Fläche von 98,59 km² und 9781 Einwohner (31. Dezember 2008).

## Die ehemaligen Mitgliedsgemeinden mit ihren Ortsteilen
- Stadt Mücheln (Geiseltal) mit Almsdorf, Branderoda, Gröst, Langeneichstädt, Oberwünsch, Neu-Biendorf, Niederwünsch, St. Micheln, St. Ulrich und Stöbnitz
- Oechlitz mit Schmirma